# Hornera rhipis
Hornera rhipis is een mosdiertjessoort uit de familie van de Horneridae. De wetenschappelijke naam van de soort is voor het eerst geldig gepubliceerd in 1859 door Busk.